# New Washington
New Washington (Bayan ng New Washington) är en kommun i Filippinerna. Kommunen ligger på ön Panay, och tillhör provinsen Aklan. Folkmängden uppgår till 39 656 invånare.

## Barangayer
New Washington är indelat i 16 barangayer.
| - Candelaria - Cawayan - Dumaguit - Fatima - Guinbaliwan - Jalas - Jugas - Lawa-an | - Mabilo - Mataphao - Ochando - Pinamuk-an - Poblacion - Polo - Puis - Tambak |